# Jazz Scene USA
Jazz Scene USA (auch Jazz Scene, U.S.A.) war eine auf die Präsentation von Jazzmusik ausgerichtete Sendereihe des Fernsehens, die 1962 in Folgen von 30 Minuten in den Vereinigten Staaten ausgestrahlt wurde.

## Geschichte der Serie
Die kurzlebige Sendereihe Jazz Scene USA moderierte der Jazzsänger und Radiomoderator Oscar Brown Jr.; ihre Produzenten waren Steve Allen (als Executive Producer) und Leonard Feather, Regie führte Steve Binder. Ähnlich wie in Ralph J. Gleason’s Jazz Casual (1960–1968) wurden die gastierenden Musiker in der jeweils halbstündigen Sendung kurz von Brown vorgestellt und interviewt. Brown saß dabei vor dem Logo von Shelly Mannes Jazzclub Manne Hole; obgleich die Sendungen im Studio produziert wurden, sollte der Eindruck erweckt werden, es handele sich um Übertragungen aus dem Club.
Insgesamt wurden im Jahr 1962 acht Folgen der Reihe produziert. Steve Allen hoffte, Jazz Scene USA im folgenden Jahr mit einer zweiten Staffel von 26 Folgen fortsetzen zu können; es war geplant, die Sendung auch in Großbritannien auszustrahlen. Das vorgesehene Budget erwies sich jedoch als unrealistisch.
In Jazz Scene USA gastierten Shelly Manne & His Men, das Pete Fountain Sextet, Stan Kenton & His Orchestra, das Cannonball Adderley Sextet, Lou Rawls, Shorty Rogers & His Giants, Jimmy Smith Trio, Paul Bryant Quintet und Cal Tjader Quintet, Barney Kessel, Teddy Edwards, die Firehouse Five Plus Two, das Frank Rosolino Quartet, Phineas Newborn Jr. und Nancy Wilson.

## VHS- und DVD-Ausgaben
- Jazz Scene USA: Cannonball Adderley/Teddy Edwards (Shanachie, ed. 1994)
- Jazz Scene USA: Frank Rosolino/Stan Kenton (Shanachie, ed. 1994)
- Jazz Scene USA: Phineas Newborn/Jimmy Smith (Shanachie, ed. 1994)
- Jazz Scene USA: Stan Kenton/Frank Rosolino Quartet (Shanachie, ed. 1994)
- Jazz Scene USA - Shelly Manne and His Men/Shorty Rogers and His Giants (DVD, ed. 2001)